# Acetazolamide
Acetazolamide is een geneesmiddel voor behandeling van glaucoom, epileptische aanvallen, idiopathische intracraniële hypertensie, hoogteziekte, cystinurie, periodieke paralyse, centrale slaapapneu en durale ectasie. Acetazolamide is een diureticum dat werkzaam is door het remmen van het koolzuuranhydrase en is generiek beschikbaar. Het middel staat op de lijst van essentiële geneesmiddelen van de wereldgezondheidsorganisatie.
Uit nieuw onderzoek blijkt dit oude geneesmiddel voordelen te hebben bij de behandeling van hartfalen.